# Draft 1998 de la NBA
1997 1999
La draft 1998 de la NBA est la 52e draft annuelle de la National Basketball Association (NBA), se déroulant en amont de la saison 1998-1999. Elle s'est tenue le 24 juin 1998 au General Motors Place de Vancouver, dans la province de la Colombie-Britannique au Canada. Un total de 58 joueurs ont été sélectionnés en 2 tours.
Lors de cette draft, 29 équipes de la NBA choisissent à tour de rôle des joueurs évoluant au basket-ball universitaire américain, ainsi que des joueurs internationaux. Si un joueur quittait l’université plus tôt, il devenait éligible à la sélection.
La loterie pour désigner la franchise qui choisit en première un joueur, consiste en une loterie pondérée : parmi les équipes non qualifiées en playoffs, les chances de remporter le premier choix sont de 25% pour la plus mauvaise équipe, et de 0,5% pour la « moins mauvaise », où chaque équipe se voit confier aléatoirement 250 à 5 combinaisons différentes.
Le premier choix de la draft Michael Olowokandi, sélectionné par les Clippers de Los Angeles, est considéré par le magazine Sports Illustrated comme l'un des plus mauvais premier choix de draft de l'histoire de la NBA. C'est Vince Carter, 5e choix de cette draft, choisi par les Warriors de Golden State, mais transféré immédiatement aux Raptors de Toronto, qui remporte le titre de NBA Rookie of the Year.
Cinq joueurs issus de cette draft sont devenus All-Stars : Carter, Antawn Jamison, Rashard Lewis, Dirk Nowitzki, Paul Pierce, ainsi que Brad Miller, éligible pour cette draft, mais non sélectionné. Deux joueurs sont pour le moment intronisé au sein du Basketball Hall of Fame : Dirk Nowitzki et Paul Pierce. Vince Carter est lui attendu pour son intronisation au Hall of Fame en 2024.
Carter prend sa retraite en 2020 et établit le record de longévité au sein de la NBA avec 22 saisons disputées au sein de la ligue, et il est le seul joueur à avoir joué en NBA au cours de 4 décennies. Nowitzki quant à lui, se retire en 2019 après avoir joué pour les Mavericks de Dallas durant toute sa carrière, soit un record de 21 saisons consécutives avec une seule et même franchise.

## Draft
| ^ | Signale un joueur qui a été intronisé au Basketball Hall of Fame                                                                |
| * | Signale un joueur qui a été sélectionné pour au moins un match annuel NBA All-Star Game et une récompense annuelle All-NBA Team |
| + | Signale un joueur qui a été sélectionné pour au moins un match annuel NBA All-Star Game                                         |
| R | Signale le joueur qui a remporté le titre de NBA Rookie of the Year                                                             |
| m | Signale un joueur qui a remporté le titre de MVP au cours de sa carrière                                                        |

### Premier tour
| Choix | Nom                 | Position          | Nationalité            | Équipe                                                                         | Provenance                                         |
| ----- | ------------------- | ----------------- | ---------------------- | ------------------------------------------------------------------------------ | -------------------------------------------------- |
| 1     | Michael Olowokandi  | Pivot             | Nigeria                | Clippers de Los Angeles                                                        | Pacific                                            |
| 2     | Mike Bibby          | Meneur            | États-Unis             | Grizzlies de Vancouver                                                         | Arizona                                            |
| 3     | Raef LaFrentz       | Pivot             | États-Unis             | Nuggets de Denver                                                              | Kansas                                             |
| 4     | Antawn Jamison+     | Ailier            | États-Unis             | Raptors de Toronto (transféré aux Warriors de Golden State)                    | North Carolina                                     |
| 5     | Vince Carter* R     | Arrière Ailier    | États-Unis             | Warriors de Golden State (transféré aux Raptors de Toronto)                    | North Carolina                                     |
| 6     | Robert Traylor      | Ailier fort Pivot | États-Unis             | Mavericks de Dallas (transféré aux Bucks de Milwaukee)                         | Michigan                                           |
| 7     | Jason Williams      | Meneur            | États-Unis             | Kings de Sacramento                                                            | Florida                                            |
| 8     | Larry Hughes        | Arrière           | États-Unis             | 76ers de Philadelphie                                                          | Saint Louis                                        |
| 9     | Dirk Nowitzki^ m    | Ailier fort       | Allemagne              | Bucks de Milwaukee (transféré aux Mavericks de Dallas)                         | DJK Würzbourg (Allemagne)                          |
| 10    | Paul Pierce^        | Ailier            | États-Unis             | Celtics de Boston                                                              | Kansas                                             |
| 11    | Bonzi Wells         | Arrière Ailier    | États-Unis             | Pistons de Détroit                                                             | Ball State                                         |
| 12    | Michael Doleac      | Pivot             | États-Unis             | Magic d'Orlando                                                                | Utah                                               |
| 13    | Keon Clark          | Ailier fort Pivot | États-Unis             | Magic d'Orlando (des Warriors de Golden State via Wizards de Washington)       | UNLV                                               |
| 14    | Michael Dickerson   | Arrière           | États-Unis             | Rockets de Houston                                                             | Arizona                                            |
| 15    | Matt Harpring       | Arrière Ailier    | États-Unis             | Magic d'Orlando (des Nets du New Jersey)                                       | Georgia Tech                                       |
| 16    | Bryce Drew          | Meneur            | États-Unis             | Rockets de Houston                                                             | Valparaiso                                         |
| 17    | Radoslav Nesterovič | Pivot             | Slovénie               | Timberwolves du Minnesota                                                      | Kinder Bologna (Italie)                            |
| 18    | Mirsad Türkcan      | Ailier fort       | Turquie                | Rockets de Houston (des Raptors de Toronto via les Trail Blazers de Portland)  | Efes Pilsen (Turquie)                              |
| 19    | Pat Garrity         | Ailier fort       | États-Unis             | Bucks de Milwaukee (des Cavaliers de Cleveland, transféré aux Suns de Phoenix) | Notre Dame                                         |
| 20    | Roshown McLeod      | Ailier            | États-Unis             | Hawks d'Atlanta                                                                | Duke                                               |
| 21    | Ricky Davis         | Arrière Ailier    | États-Unis             | Hornets de Charlotte                                                           | Iowa                                               |
| 22    | Brian Skinner       | Ailier fort Pivot | États-Unis             | Clippers de Los Angeles (du Heat de Miami)                                     | Baylor                                             |
| 23    | Tyronn Lue          | Meneur            | États-Unis             | Nuggets de Denver (des Suns de Phoenix transféré aux Lakers de Los Angeles)    | Nebraska                                           |
| 24    | Felipe López        | Arrière           | République dominicaine | Spurs de San Antonio (transféré aux Grizzlies de Vancouver)                    | St. John's                                         |
| 25    | Al Harrington       | Ailier            | États-Unis             | Pacers de l'Indiana                                                            | St. Patrick's High School (Elizabeth (New Jersey)) |
| 26    | Sam Jacobson        | Arrière           | États-Unis             | Lakers de Los Angeles                                                          | Minnesota                                          |
| 27    | Vladimir Stepania   | Pivot             | Géorgie                | SuperSonics de Seattle                                                         | Olimpija Ljubljana (Slovénie)                      |
| 28    | Corey Benjamin      | Arrière           | États-Unis             | Bulls de Chicago                                                               | Oregon State                                       |
| 29    | Nazr Mohammed       | Pivot             | États-Unis             | Jazz de l'Utah (transféré à 76ers de Philadelphie)                             | Kentucky                                           |

### Deuxième tour
| Choix | Nom               | Position          | Nationalité      | Équipe                                               | Provenance                        |
| ----- | ----------------- | ----------------- | ---------------- | ---------------------------------------------------- | --------------------------------- |
| 30    | Ansu Sesay        | Ailier            | États-Unis       | Warriors du Golden State (des Raptors de Toronto)    | Ole Miss                          |
| 31    | Ruben Patterson   | Ailier            | États-Unis       | Lakers de Los Angeles (des Grizzlies de Vancouver)   | Cincinnati                        |
| 32    | Rashard Lewis+    | Ailier            | États-Unis       | SuperSonics de Seattle (des Pistons de Détroit)      | Alief Elsik High School (Houston) |
| 33    | Jelani McCoy      | Ailier fort Pivot | États-Unis       | SuperSonics de Seattle (des Clippers de Los Angeles) | UCLA                              |
| 34    | Shammond Williams | Meneur            | États-Unis       | Bulls de Chicago (des Warriors du Golden State)      | North Carolina                    |
| 35    | Bruno Šundov      | Pivot             | Croatie          | Mavericks de Dallas                                  | KK Split (Croatie)                |
| 36    | Jerome James      | Pivot             | États-Unis       | Kings de Sacramento                                  | Florida A&M                       |
| 37    | Casey Shaw        | Pivot             | États-Unis       | 76ers de Philadelphie                                | Toledo                            |
| 38    | DeMarco Johnson   | Ailier            | États-Unis       | Knicks de New York (des Celtics de Boston)           | UNC Charlotte                     |
| 39    | Rafer Alston      | Meneur            | États-Unis       | Bucks de Milwaukee                                   | Fresno State                      |
| 40    | Korleone Young    | Ailier            | États-Unis       | Pistons de Détroit                                   | Hargrave Military Academy         |
| 41    | Cuttino Mobley    | Arrière           | États-Unis       | Rockets de Houston                                   | Rhode Island                      |
| 42    | Miles Simon       | Arrière           | États-Unis       | Magic d'Orlando                                      | Arizona                           |
| 43    | Jahidi White      | Ailier fort Pivot | États-Unis       | Wizards de Washington                                | Georgetown                        |
| 44    | Sean Marks        | Ailier            | Nouvelle-Zélande | Knicks de New York                                   | California                        |
| 45    | Toby Bailey       | Arrière           | États-Unis       | Lakers de Los Angeles (des Nets du New Jersey)       | UCLA                              |
| 46    | Andrae Patterson  | Ailier            | États-Unis       | Timberwolves du Minnesota                            | Indiana                           |
| 47    | Tyson Wheeler     | Arrière           | États-Unis       | Raptors de Toronto                                   | Rhode Island                      |
| 48    | Ryan Stack        | Pivot             | États-Unis       | Cavaliers de Cleveland                               | South Carolina                    |
| 49    | Cory Carr         | Arrière           | États-Unis       | Hawks d'Atlanta                                      | Texas Tech                        |
| 50    | Andy Betts        | Pivot             | États-Unis       | Hornets de Charlotte                                 | Long Beach State                  |
| 51    | Corey L. Brewer   | Meneur            | États-Unis       | Heat de Miami                                        | Oklahoma                          |
| 52    | Derrick Dial      | Arrière           | États-Unis       | Spurs de San Antonio                                 | Eastern Michigan                  |
| 53    | Greg Buckner      | Arrière           | États-Unis       | Mavericks de Dallas (des Suns de Phoenix)            | Clemson                           |
| 54    | Tremaine Fowlkes  | Ailier            | États-Unis       | Nuggets de Denver (des Pacers de l'Indiana)          | Fresno State                      |
| 55    | Ryan Bowen        | Ailier            | États-Unis       | Nuggets de Denver (des SuperSonics de Seattle)       | Iowa                              |
| 56    | J.R. Henderson    | Ailier            | États-Unis       | Grizzlies de Vancouver (des Lakers de Los Angeles)   | UCLA                              |
| 57    | Torraye Braggs    | Ailier fort       | États-Unis       | Jazz de l'Utah                                       | Xavier                            |
| 58    | Maceo Baston      | Ailier fort       | États-Unis       | Bulls de Chicago                                     | Michigan                          |

## Joueurs notables non draftés
| Nom                  | Position | Nationalité | Provenance       |
| -------------------- | -------- | ----------- | ---------------- |
| Earl Boykins         | Meneur   | États-Unis  | Eastern Michigan |
| Anthony Carter       | Meneur   | États-Unis  | Hawaï            |
| Mike James           | Meneur   | États-Unis  | Duquesne         |
| Šarūnas Jasikevičius | Meneur   | Lituanie    | Maryland         |
| Brad Miller+         | Pivot    | États-Unis  | Purdue           |
| Jeff Sheppard        | Ailier   | États-Unis  | Kentucky         |